# Бобиніно (Нижньогородська область)
Бобиніно (рос. Бобынино) — присілок в Вачському районі Нижньогородської області Російської Федерації.
Населення становить 7 осіб. Входить до складу муніципального утворення Чулковська сільрада.

## Історія
Від 2009 року входить до складу муніципального утворення Чулковська сільрада.

## Населення
| 1859 | 1905 | 1926 | 1999 | 2002 | 2010 |
| ---- | ---- | ---- | ---- | ---- | ---- |
| 181  | ↗310 | ↗337 | ↘18  | ↘16  | ↘7   |